# JQ1
JQ1はチエノトリアゾロジアゼピンの一種で、ほ乳類におけるBRD2、BRD3、BRD4、および精巣特異的タンパク質BRDTを含むブロモドメインのBETファミリーの強力な阻害剤である。JQ1と構造的に類似したBET阻害剤はNUTがん（旧:NUT正中線癌）を含む様々ながんに対する臨床試験において試されている。JQ1はブリガム・アンド・ウイメンズ病院のJames Bradner研究室によって開発され、化学者Jun Qiのイニシャルから命名された。化学構造は田辺三菱製薬による類似したBET阻害剤の特許から着想を得た。構造的にはベンゾジアゼピン類に類似している。研究室で広く使用されているものの、半減期が短かいためヒトの臨床試験においてはJQ1自身は使われない。

## がんのマウスモデルにおける有効性
がん治療薬としてのJQ1への関心はBRD4およびBRD3を阻害する能力に起因する。BRD4およびBRD3はどちらもNUTがんの原因となる融合がん遺伝子を形成する。その後の研究によって、一部の急性骨髄性白血病（AML）、 多発性骨髄腫、および急性リンパ球性白血病（ALL）を含む多くのがんがBET阻害剤に対して高い感受性を示すことが証明された。

## その他の応用
JQ1はHIV感染の治療、男性用避妊薬、および心疾患の進行速度の低下
といった応用でも研究されている。